# Alcis pleniferata
Alcis pleniferata là một loài bướm đêm trong họ Geometridae.